# San Nicolás de Bari (Cuba)
San Nicolás es uno de los once municipios de la provincia de Mayabeque en Cuba.  Al sur de la provincia, limita al este con el municipio de Nueva Paz, al norte con el de Madruga, al noroeste con Güines, y al sur le baña el golfo de Batabanó.
La villa es fundada en 1827, cerca del ingenio Santa Teresa y el Ayuntamiento quedó constituido en 1879 con el nombre de San Nicolás de Bari.
El Santo Patrón del Municipio es San Nicolás de Bari.
En el Cuadro Estadístico de 1846 se componía de 5 casas de mampostería, 8 de madera y tejas y 5 de guano. Habitaban la aldea 86 habitantes blancos, 11 de color libres y 17 esclavos.
Cabecera del partido de San Nicolás, división administrativa histórica de la Jurisdicción de Güines en el Departamento Occidental.